# Arved von Gruenewaldt
Arved von Gruenewaldt es un deportista sueco que compitió en vela en la clase Finn. Ganó una medalla de oro en el Campeonato Europeo de Finn de 1967.

## Palmarés internacional
| Campeonato Europeo | Campeonato Europeo | Campeonato Europeo | Campeonato Europeo |
| Año                | Lugar              | Medalla            | Clase              |
| ------------------ | ------------------ | ------------------ | ------------------ |
| 1967               | Nápoles (Italia)   | Medalla de oro     | Finn               |